# Henry Starr
Henry Starr (1873–1921) var en amerikansk forbryder fra Det Vilde Vesten og skuespiller i stumfilm.
Starr blev anklaget for mordet på vicesheriffen Floyd Wilson in 1893. og dømt til døden. Starr blev dog senere benådet af præsidenten og sat fri.
Mens han sad i fængsel igen i 1915 i Arizona, skrev han en selvbiografi, Thrilling Events, Life of Henry Starr og mens han var prøveløsladt indspillede han en film, hvor han spillede sig selv; A Debtor to the Law (1919). Mens han forsøgte at røve en bank i Harrison, Arkansas, den 18. februar 1921 blev han skudt af den bankansatte W. J. Myers med en .38 kaliber riffel og døde senere af sine sår.